# Juan Laurentino Ortiz

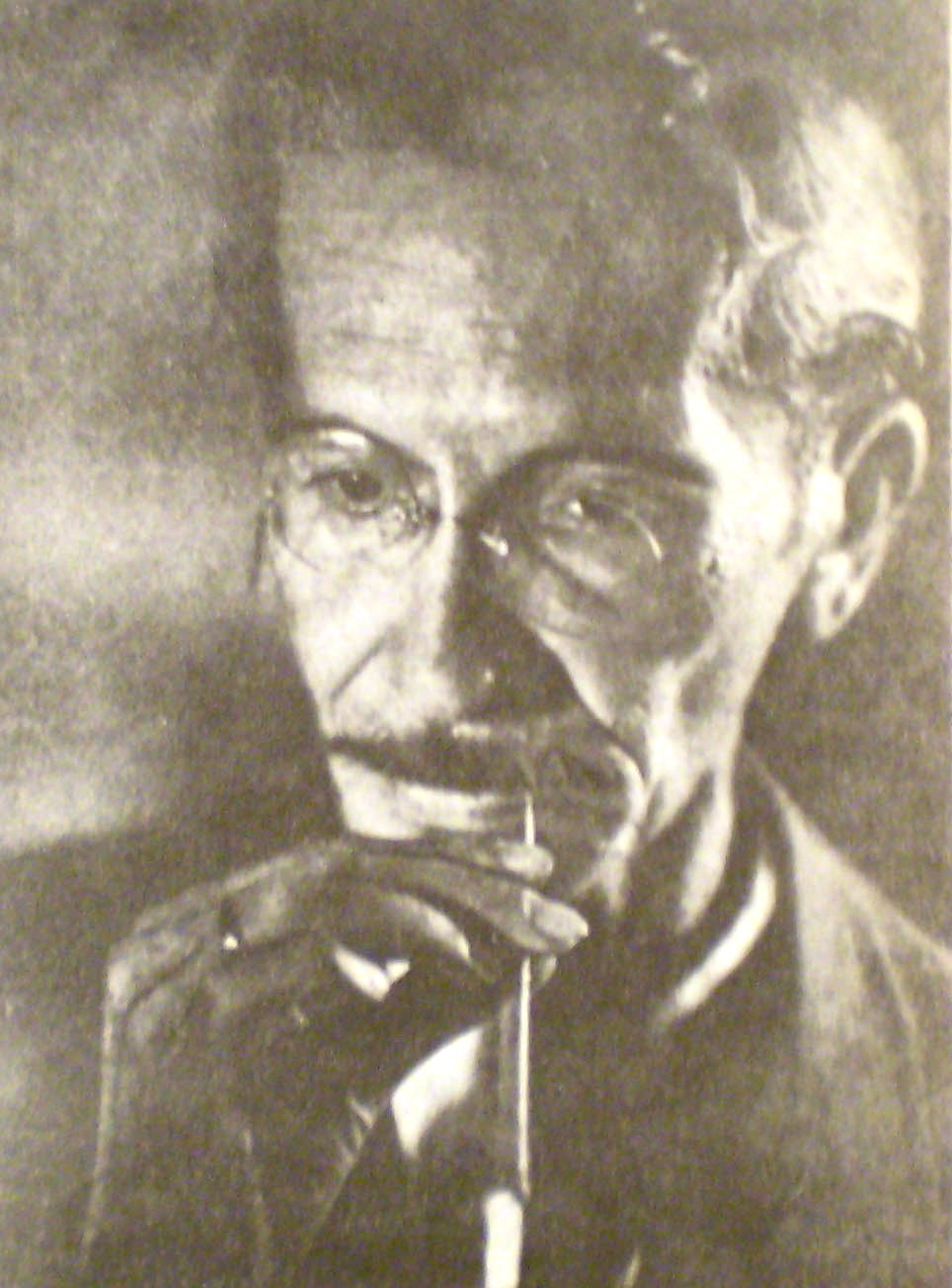
Juan Laurentino Ortiz

Juan Laurentino Ortiz (* 11. Juni 1896 in Puerto Ruiz, Provinz Entre Ríos; † 2. September 1978 in Paraná, Provinz Entre Rios) war ein argentinischer Lyriker und Schriftsteller. 
Um 1910 ging Ortiz für drei Jahre nach Buenos Aires, um an der dortigen Universidad de Buenos Aires Philosophie zu studieren. Anschließend kehrte er in seine Heimatprovinz zurück und blieb dort – von einer Reise abgesehen, als er 1957 auf Einladung der Kommunistischen Partei Chinas durch die Sowjetunion und Volksrepublik China reiste – für den Rest seines Lebens wohnen. 
1915 bekam Ortiz eine Anstellung als Angestellter beim Standesamt von Gualeguay und blieb dort bis 1942. Nach seiner Pensionierung zog er sich nahezu vollständig aus dem öffentlichen Leben zurück. 

## Werke (Auswahl)
Einzelausgaben
- El aire conmovido. 1949.
- El álamo y el viento. 1947.
- El alma y las colinas. 1956.
- El ángel inclinado. 1938.
- La brisa profunda. 1954.
- De las raíces y el cielo. 1958.
- La mano infinita. 1951.
- La rama hacia el este. 1940.

Werkausgabe
- Obras completas. 1970/71.